# Busan-Museum
Das Busan-Museum ist ein Historisches Museum, das sich in der südkoreanischen Stadt Busan befindet.  Schwerpunkte des Museums sind historische und kulturelle Exponate aus Korea.

## Lage
Das Museum befindet sich in Nam-gu, einem südöstlichen Stadtteil der Hafenstadt Busan. In unmittelbarer Nachbarschaft befindet sich der United Nations Memorial Cemetery in Korea (UNMCK), ein Friedhof, auf dem Opfer des Koreakriegs bestattet sind.

## Geschichte
Im Jahr 1975 wurde mit dem Bau des Busan-Museums begonnen, der 1978 vollendet wurde. Am 11. Juli 1978 erfolgte die offizielle Eröffnung. 1997 wurde mit dem Bau einer weiteren Ausstellungshalle begonnen, die 2002 fertiggestellt wurde. Auf Wunsch der Bürger, die auch zeitgenössische Kulturgüter besichtigen wollten, wurden 2003 Ausstellungsräume, die Exponate aus moderner Zeit ausstellen, eröffnet.

## Exponate
Insgesamt befinden sich im Museum ungefähr 32.000 Artefakte, darunter mindestens 10.000 Artefakte, die bei Ausgrabungen von Kulturstätten gefunden wurden. Außerdem wurden rund 10.000 Gegenstände angekauft. Weitere Exponate stammen von Spenden oder von zur Verfügung gestellten Sammlungen. Etwa 40 aus Stein gefertigte Gegenstände, beispielsweise Pagoden, buddhistische Statuen und Grabsteine sind im Außenbereich des Museums im Freien ausgestellt. Das Busan-Museum ist in die fünf Hauptabteilungen Dongnae Exhibition Hall, Busan Exhibition Hall, Cultural Experience Center, Donation Center und Special Exhibition Room gegliedert.

### Dongnae Exhibition Hall
In der Dongnae Exhibition Hall werden prähistorische Exponate, beispielsweise bis zu 20.000 Jahre alte Reliquien ausgestellt. Dabei handelt es sich um Steinwerkzeuge wie Messer, Pfeilspitzen oder Äxte sowie um Gebilde aus Fischgräten oder Wachs. Gezeigt werden auch bei Ausgrabungen oder in Ruinen gefundene Fischereihaken, Schalentierarmbänder und Steinohrringe. Es werden auch Exponate aus der Bronzezeit ausgestellt. Nachbildungen der Wohnkultur sind aufgestellt. Mit dem Beginn der Eisenkultur in der späten Bronzezeit änderten sich auch die Werkzeuge sowie die Baumaterialien und es sind Waffen wie Eisenschwerter, Eisenpfeilspitzen, Äxte und Pflüge sowie Fliesen, Ziegel, Steingutgefäße und Keramik zu besichtigen. Weiterhin sind verschiedenen die Überreste von Gold-Bronze-Kronen, Pferdegeräten und Rüstungen zu sehen. Gemälde und Papiermalereien schmücken die Wände. Straßenszenen sind figürlich im Kleinformat nachempfunden.

### Busan Exhibition Hall
In der Busan Exhibition Hall wird speziell auf die Geschichte Busans eingegangen, einschließlich der japanischen Invasion Koreas. Dargestellt wird auch die künstlerische Modernisierung unter japanischer Kolonialherrschaft. Die Artefakte aus dem Busan-Museum verdeutlichen eindrucksvoll die Entwicklung der Kunst in Korea.

### Cultural Experience CenterundDonation Center
Das Cultural Experience Center zeigt in erster Linie Inschriften in Stein sowie traditionelle koreanische Kleidung. Das Donation Center (Spendenzentrum) zeigt Exponate mit Typenschildern, die den Namen der jeweiligen Spender zeigen, um ihren damit für die Spende zu danken.

### Special Exhibition Room
Im Special Exhibition Room werden keine permanenten Ausstellungsstücke gezeigt, vielmehr werden zu besonderen Anlässen und Themen in unregelmäßigen Abständen Sonderausstellungen durchgeführt. Solche Ausstellungen finden in der Regel ein- oder zweimal pro Jahr statt.

### Bodhisattva-Statue
Eine Besonderheit im Museum ist eine Bodhisattva-Statue aus der zweiten Hälfte des 8. Jahrhunderts. Sie ist handwerklich prachtvoll gefertigt und strahlt Ruhe und Barmherzigkeit aus. Die Statue ist ca. 34 Zentimeter hoch und ist aus Bronze hergestellt, ihr Inneres ist hohl. Eine dünne Goldbeschichtung ist relativ intakt. Obwohl die Figur leicht beschädigt ist, ist sie einer der Höhepunkte im Museum.

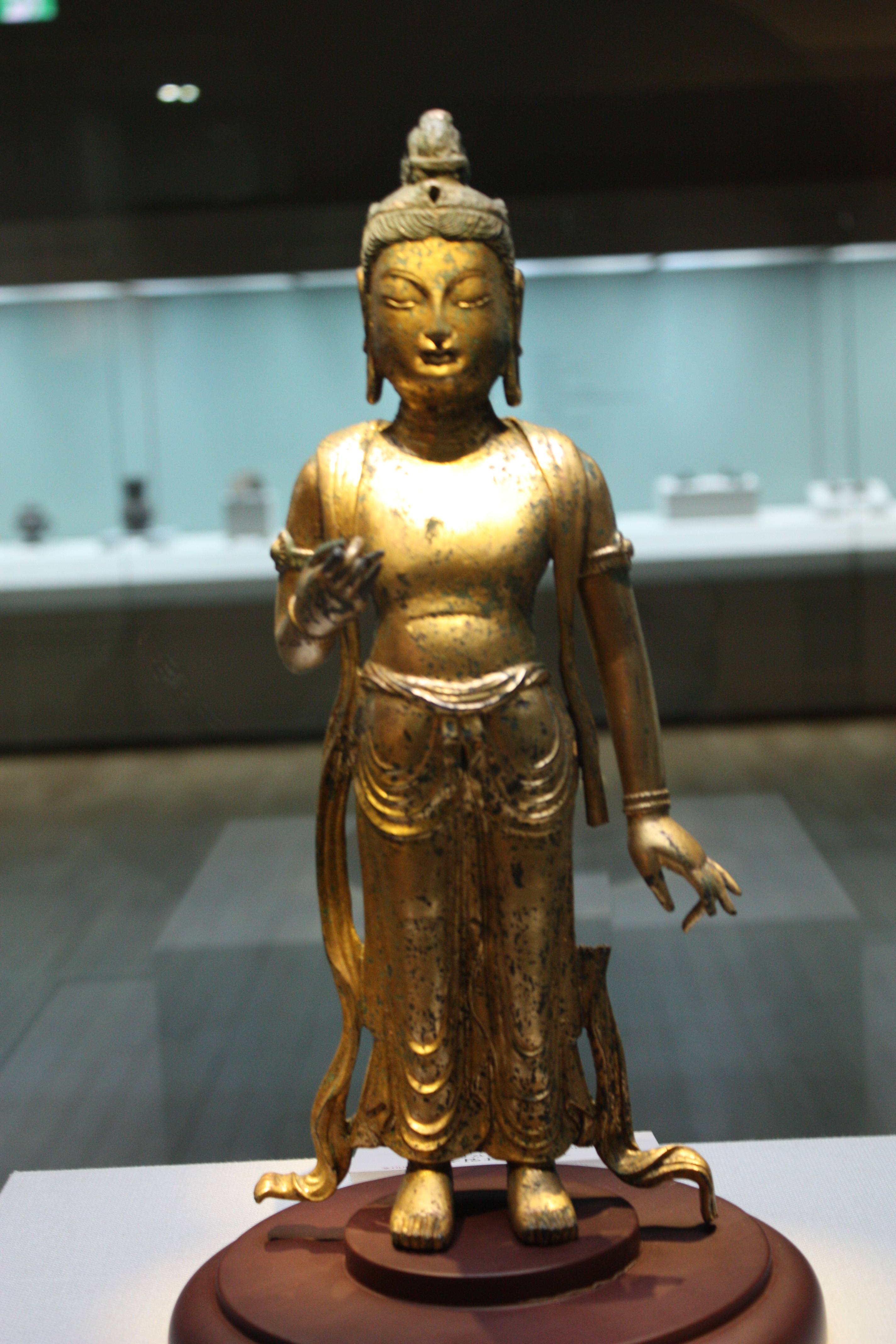
Bodhisattva-Standbild
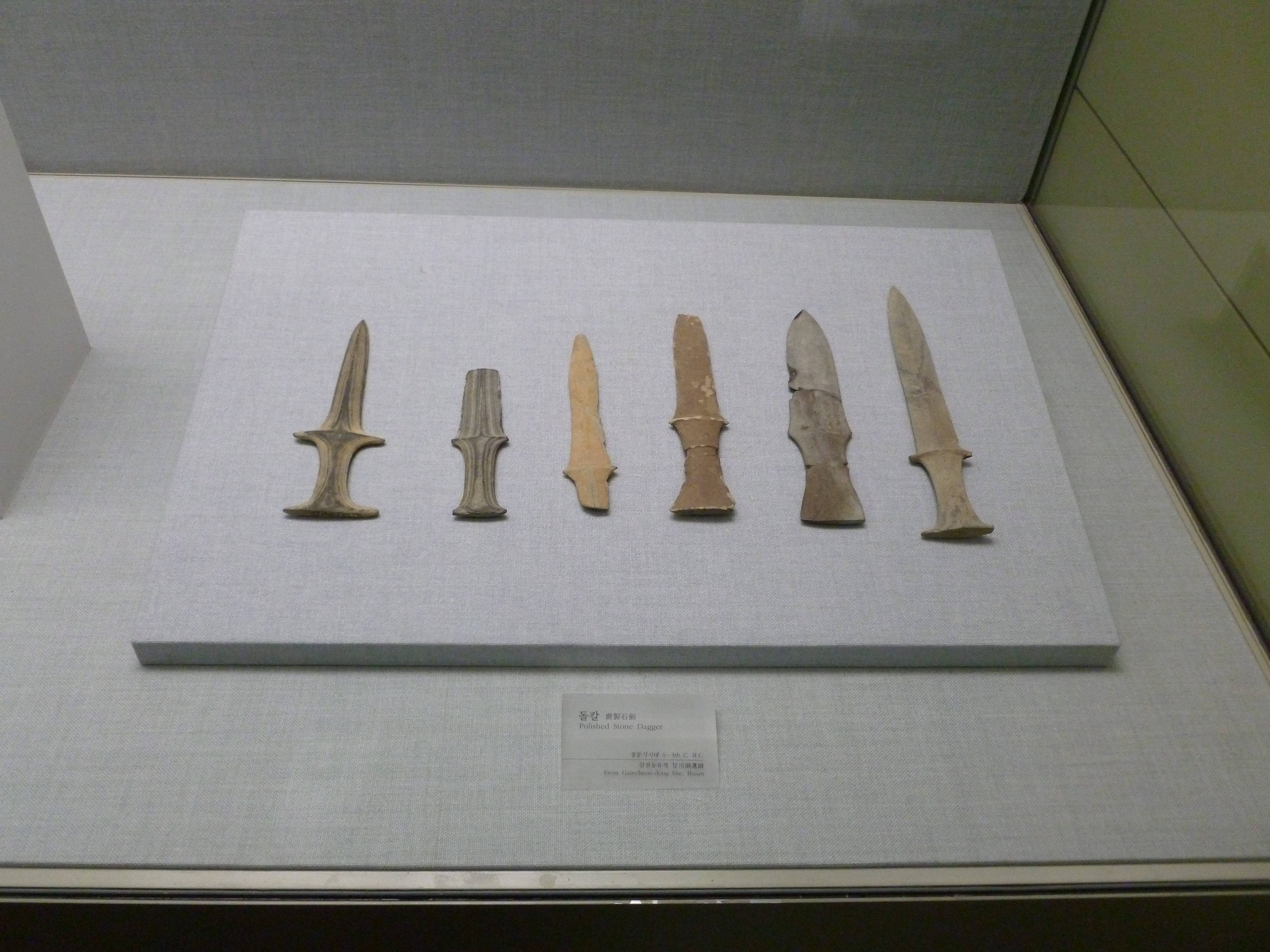
Steinmesser
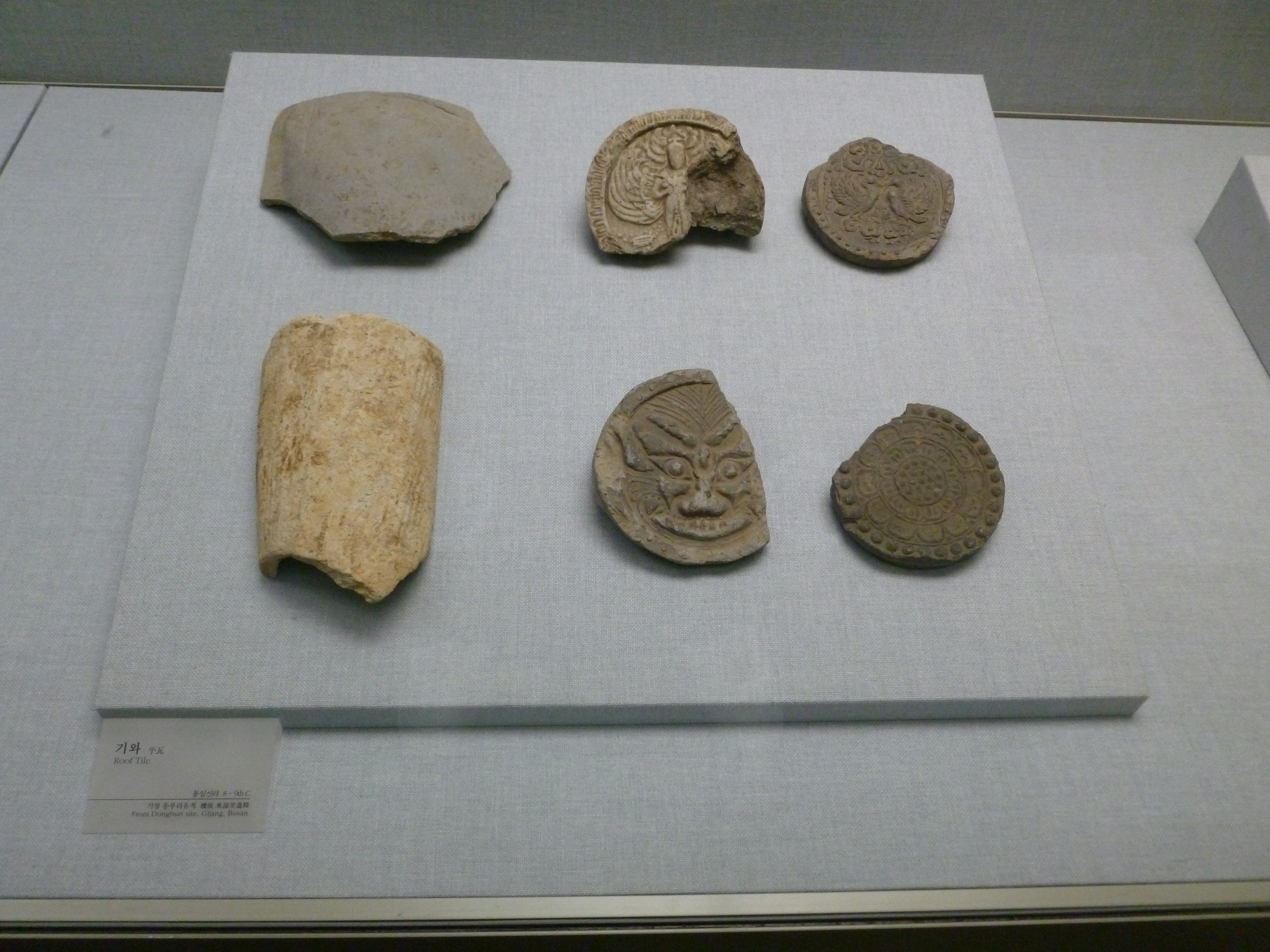
Antike Ziegel
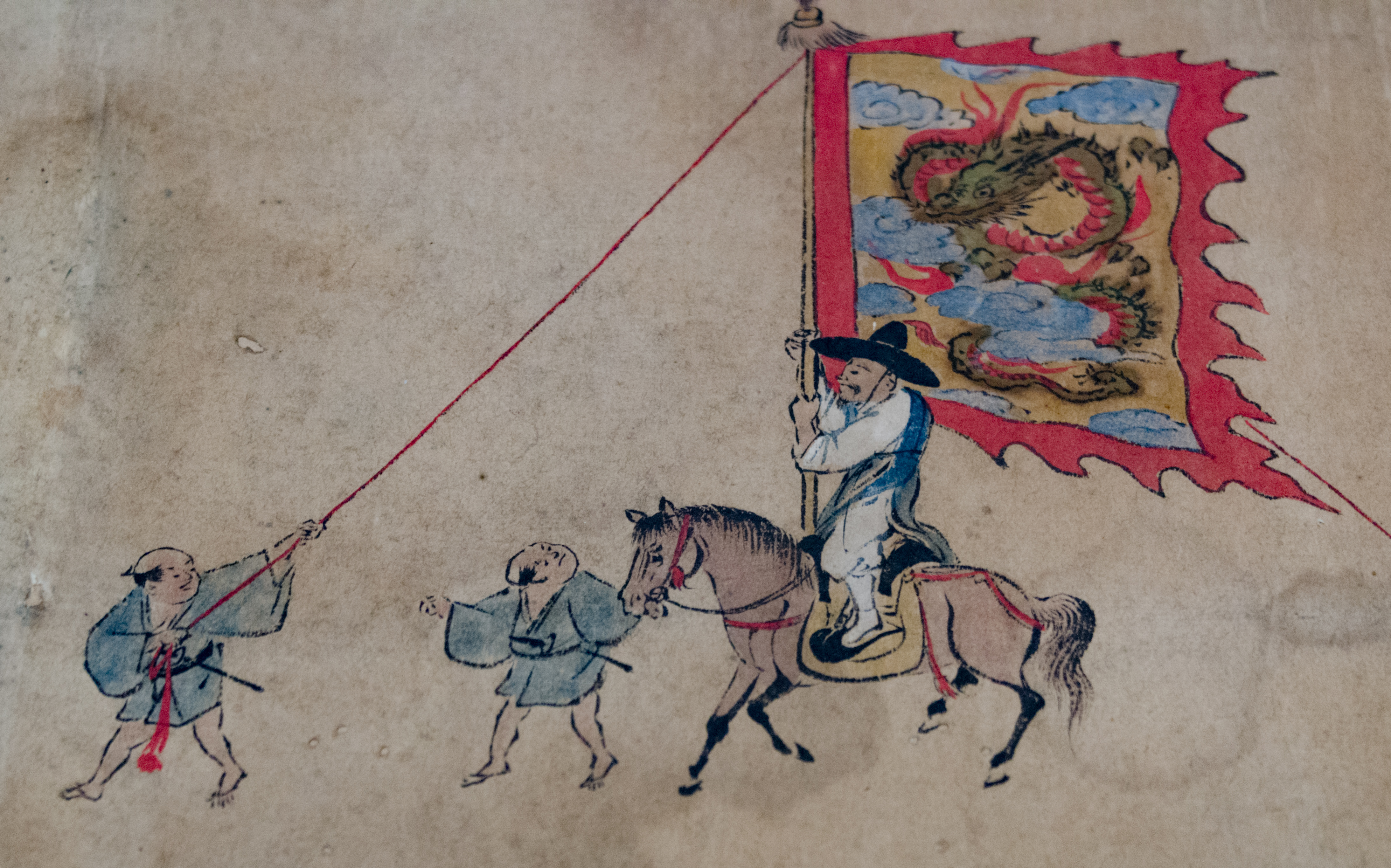
Wanddekoration
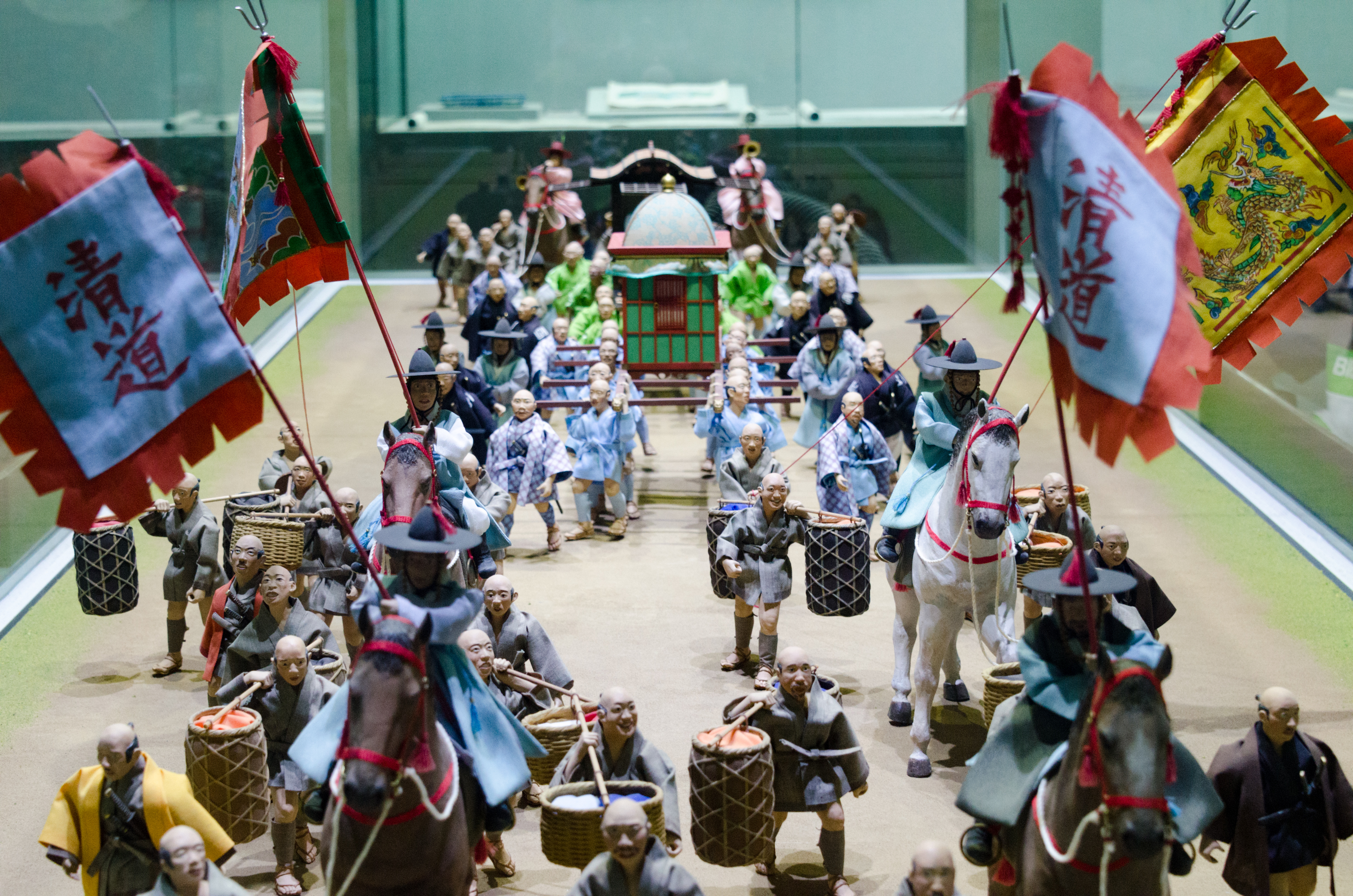
Nachgestellte Straßenszene